# 黄昏に燃えて
『黄昏に燃えて』（たそがれにもえて、原題: Ironweed）は、1987年に製作されたアメリカ合衆国の映画。大恐慌時代のニューヨークを舞台に、落ちぶれた元野球選手の男と元ラジオ歌手の女の愛と性を描く。主演のジャック・ニコルソンは本作でアカデミー主演男優賞にノミネートされた。